# Coelichneumon rubricoxa
Coelichneumon rubricoxa là một loài tò vò trong họ Ichneumonidae.